# 中古日本語
中古日本語（ちゅうこにほんご）とは、上代日本語と中世日本語の間に位置する、日本語の発展における一段階である。平安時代中期に用いられた。日本語の文語体の基礎となる言語である。
平安時代の初期（10世紀）に日本語を記したものは漢文・変体漢文と訓点資料（漢文訓読を記号・文字で記した資料）・古辞書を除いて残存資料に乏しく、実態ははっきりしない。一方平安時代末期（11世紀末ころ〜12世紀）には中期とは異なる現象が現れ始め、「院政期」と呼ばれる。院政期は後の鎌倉時代と似た特徴を持ち、「院政鎌倉時代」と一括して考えることがある。従って「中古日本語」という時は平安時代の中期を中心に、初期も含めるが、院政期を除いて考えるのが一般的である。そして院政期は「中古」に対して「中世前期」と呼ばれる。

## 背景
上古日本語は漢字を借用し日本語を写していた (万葉仮名) 。平安時代の9世紀中期には遣唐使が途絶し、服装も独自の変化を遂げるような国風文化のもとで、表記の面でも万葉仮名からひらがな、カタカナという表音文字へと変化した。漢字も残し活かしたこの発展は日本語の表記を簡略・豊潤にし、文学の新時代を現出し、『竹取物語』、『伊勢物語』、『土佐日記』などの古典を生み出した。更に仮名交じり文による新たな文体も生み出されるようになった。

## 音素

### 音節表
最初期の中古日本語の五十音図を以下に掲げる。
|      | ア段 | イ段 | ウ段 | エ段 | オ段     |
| ---- | ---- | ---- | ---- | ---- | -------- |
| ア行 | a    | i    | u    | e    | o        |
| カ行 | ka   | ki   | ku   | ke   | ko1, ko2 |
| サ行 | sa   | si   | su   | se   | so       |
| タ行 | ta   | ti   | tu   | te   | to       |
| ナ行 | na   | ni   | nu   | ne   | no       |
| ハ行 | pa   | pi   | pu   | pe   | po       |
| マ行 | ma   | mi   | mu   | me   | mo       |
| ヤ行 | ja   |      | ju   | je   | jo       |
| ラ行 | ɾa   | ɾi   | ɾu   | ɾe   | ɾo       |
| ワ行 | wa   | wi   |      | we   | wo       |

上代特殊仮名遣の区別はほとんどなくなり、9世紀にわずかに「コ」の甲乙が残っていたが、のちに消滅した。ア行の「オ（/o̞/）」とワ行の「ヲ（/wo̞/）」の区別は11世紀初めには語頭において混乱を始め、11世紀後半には区別がなくなった。『悉曇要集記』（1075年成立）には「オ」のみで「ヲ」が記されていないことからわかる。但し「イ」と「ヰ」、「エ」と「ヱ」の区別はしばらく保たれた。
ア行の「エ（/e̞/）」とヤ行の「エ（/je̞/）」の区別は10世紀半ばまでは区別されていた。紀貫之の『土佐日記』（935年頃成立）を忠実に写した写本には区別があり、ア行のエは全て「え」、ヤ行のエは主に「へ」と表記され、一部は「」が用いられていた。源順（911-983年）の作った歌を集めた『源順集』には「天地の詞」に依拠した歌があるが、「天地の詞」には「え」の文字が2回出てくるので区別があった時代のものと見られる。但し源順自身は区別がわからなくなっていた。源為憲が著した『口遊』（970年）に載せられている「たゐにの歌」には区別がなく、いろは歌も同様である。この変化は、エ段の母音が集団で/je̞/と変わることを意味する可能である。

### その他
以下のようなこともいえる。
- ハ行の子音 /p/ はおそらく音声的に両唇摩擦音（[ɸ]。「ふぁふぃふふぇふぉ」のような音）であった。 ただし語頭以外の位置では、11世紀頃までに /w/ に変化・合流した。これを「ハ行転呼」と呼ぶ。
- エとヤ行エが合流したのちは [je] のような音声に、またオとヲが合流した後は[wo] のような音声になったと見られている。
- サ行・ザ行の子音 /s/, /z/ は [ɕ], [ʑ] （「しゃししゅしぇしょ」のような音）か、もしくは [tɕ], [dʑ] または [ts], [dz] のような破擦音であった可能性がある。
- 濁音、即ち有声歯茎摩擦音および摩擦音の前に常に前鼻音化と伴う[1]ゆえに、ガ行は/ᵑg/、ザ行は/ⁿz/、ダ行は/ⁿd/、バ行は/ᵐb/と書く。その発音は語頭に立たないで、語頭に現れる例は漢音の疑母（/ᵑg/）、日母（/ȵʑ/）、泥母（/ⁿd/）、明母（/ᵐb/）を対訳して、或いは日本語の自身の音便である（例えば、「にて」は「で」、「いばら/むばら/うばら」は「ばら」と変化した）。鼻音化と言うが、実際の発音は1拍（ん）ではなかった。この二者は対立がある（例：「異人（いじん）」は/i.ⁿzi.n/で、「殷人（いんじん）」は/i.n.zi.n/である）。
- ある語彙に、ブとムの混同がある。例：けぶりーけむり、さぶしいーさむしい、ねむるーねぶる。

## アクセント

### 概要
中古日本語は先んじる共時態である上代日本語とは違い、声点資料をもとにしてかなりの部分のアクセント体系を知ることができる。この節において、⟨F⟩は下降調（falling）、⟨H⟩は高調（high）、⟨R⟩は上昇調（rising）、⟨L⟩は低調（low）を意味する（声点の読み方については「声点」を参照。S・R・ラムゼイによる逆の解釈もあるが受け入れられていない）。

### 活用語
中古日本語の活用語のアクセントは院政期を中心にして記録されており、概ね以下の節で述べるようなことが言える。

### 用言
規則的なアクセント活用を示す用言は大きく分けて2類（低起式＝低くはじまる語声調）と1類（高起式＝高くはじまる語声調）の二つに分けられ、これはおおむね東京式アクセントの有核と無核に対応している（ただし、首都圏方言では形容詞に関してこれらはほとんど合流している）。

### 動詞
語形変化の結果、以下のような音調型を呈する。
| 動詞の分類 | モーラ | 未然形 | 転成名詞 | 連用形 | 終止形 | 連体形 | ク語法 | 已然形 | 命令形 | 語例（終止形）   |
| ---------- | ------ | ------ | -------- | ------ | ------ | ------ | ------ | ------ | ------ | ---------------- |
| 高起式     | 1      | 後述   | H        | F      | F      | —      | —      | F      | F      | su（為）         |
| 高起式     | 2—3    | 後述   | (H)HH    | (H)HL  | (H)HL  | (H)HH  | (H)HH  | (H)HL  | (H)HL  | naru（鳴）       |
| 高起式     | 4以上  | 後述   | …HH      | …HL    | …HL    | …HH    | …HH    | …HL    | …HL    | aⁿzawarapu（嘲） |
| 不規則動詞 | —      | 後述   | HH       | HL     | HF     | H      | H      | HL     | HL     | sinu（死）       |
| 低起式     | 1      | 後述   | L        | R      | R      | —      | —      | R      | R      | ku（来）         |
| 低起式     | 2—3    | 後述   | (L)LL    | (L)LF  | (L)LF  | (L)LH  | (L)LH  | (L)LF  | (L)LF  | kupu（食）       |
| 低起式     | 4以上  | 後述   | …LLL     | …LHL   | …LHL   | …LLH   | …LLH   | …LHL   | …LHL   | kamᵑgapu（考）   |

動詞にはこの他に、低起式と高起式の複合に由来するとされる3類動詞＝「歩く」類がある。「歩く」類は「歩く」「隠る」などに代表される、終止形や連用形などの LLF が LHL のような形にもなる、という低起動詞の特殊なグループである。

#### 未然形接続の接辞
「ず」「しむ」「る/らる」「す/さす」など未然形につく態の助動詞は、すべてアクセント上は動詞の接辞であり、接続する動詞の語声調の支配下で活用する（例えば「取る」LF「取らしむ」LLLF のように）。ただし、低起動詞の連用・終止・已然・命令形で語全体が4拍以上になったとしても本動詞のように …LHL のような音調型にはならず、…LLF のままである。「む」「じ」も終止形も連体形と同じアクセントであるということを除けば「ず」「しむ」などと振る舞いは同様である。願望を表す「な」「ね」も終止形しかない助動詞として分析できるアクセントを取る。
また、仮定の「ば」や否定の終止形の「ず」は已然形に見られるような下降が無いことから、直前に下げ核を持った動詞語尾として分析される（例：見る LF，見ず RL．また、着す HL，着せば HHL）。助動詞が未然形接続の別の助動詞で延長された場合も最後の助動詞を中心としてアクセントが取られる。

### 形容詞
形容詞のアクセントをまとめると以下のようになる。カリ活用は歴史上「く-あり」から生まれていることが知られているが、アクセント上はまだ二語で、カリ部分は「アリ（2拍の2類動詞）」と同じ音調型をとる。
|        | ミ語法 | 連用形 | 連体形 | 終止形 | 語幹の独立用法 |
| ------ | ------ | ------ | ------ | ------ | -------------- |
| 高起式 | …L     | …L     | …F     | …F     | …H             |
| 低起式 | …L     | …L     | …F     | …F     | …L             |

「ベシ」「マシジ」も接続した動詞の式に支配されたまま、全体として形容詞としての活用を取る。ただし、これらにつく終止形は「ム」「ジ」のそれと同様、連体形と同じアクセントになる。

### 不規則な接辞
判定詞（断定の助動詞）の「ナリ」は、低く終わる単語につくときは「ナ」が高い低起の動詞として活用し、高く終わる単語につくときはナは低いまま低起として活用する。また、完了の助動詞「ヌ」は、高起の単語の次では低起として活用し、低起の単語の次では高起として活用する。完了の助動詞「リ」は歴史的に「アリ」がついたものに由来するため、基底にある連用形末の下げ核によって語尾の下がったものとして記録される場合があるが、音調上の振る舞いは低起の助動詞あるいは補助動詞である。

### その他の接辞
一覧にする。
| 接続   | 助動詞 | 活用の種類・決まった高さ | 備考                             |
| ------ | ------ | ------------------------ | -------------------------------- |
| 連用形 | き     | L                        |                                  |
| 連用形 | けり   | 高起                     |                                  |
| 連用形 | けむ   | 高起                     |                                  |
| 連用形 | つ     | 高起                     |                                  |
| 連用形 | つつ   | HH                       |                                  |
| 連用形 | て     | H                        |                                  |
| 連用形 | たり   | 低起                     |                                  |
| 連用形 | な～そ | ○～L                     | 「ナ」の高さは語声調に依存する。 |
| 連用形 | ながら | HHH                      |                                  |
| 終止形 | らし   | 低起                     |                                  |
| 終止形 | らむ   | 低起                     |                                  |
| 終止形 | なり   | 高起                     |                                  |
| 終止形 | な     | L                        | 禁止                             |
| 終止形 | とも   | LL                       |                                  |
| 已然形 | ば     | L                        |                                  |
| 已然形 | ども   | LL                       |                                  |
| 已然形 | ど     | L                        |                                  |

### 助詞
特に名詞につく助詞や接辞のアクセントを一覧にする。
| 語     | アクセント | 備考           |
| ------ | ---------- | -------------- |
| ごと   | LH         |                |
| とも   | HH         |                |
| が     | H          |                |
| を     | H          |                |
| に     | H          |                |
| で     | H          | 古くは「にて」 |
| は     | H          |                |
| と     | H          | 並列           |
| か     | H          | 並列           |
| か     | H          | 疑問           |
| え     | H          | 終助詞         |
| も     | F          |                |
| へ     | F          |                |
| と     | L ~ H      | 引用           |
| や     | H          | 並列           |
| から   | HH         |                |
| ほど   | HL         |                |
| こそ   | HL         |                |
| さへ   | HH         |                |
| より   | FL         |                |
| なんど | LHL        |                |
| ばかり | LHL        |                |

## 文法

### 動詞
中古日本語は上代日本語から8つのすべての活用を引き継いだ上、新たに下一段活用が加わった。

### 動詞の活用
棒線部は語幹である。空欄部分は該当が無い場合。二重になっているものは複数または代替のもの。ひらがなは伝統的な活用表である。特に断らない限りカ行で示した。
| 動詞の分類   | 未然形   | 連用形   | 終止形      | 連体形       | 已然形       | 命令形         |
| ------------ | -------- | -------- | ----------- | ------------ | ------------ | -------------- |
| 四段活用     | –か (-a) | –き (-i) | –く (-u)    | -く (-u)     | –け (-e)     | –け (-e)       |
| 上一段活用   | –き (-)  | –き (-)  | –きる (-ru) | –きる (-ru)  | –きれ (-re)  | –きよ (-[yo])  |
| 上二段活用   | –き (-i) | –き (-i) | –く (-u)    | –くる (-uru) | –くれ (-ure) | –きよ (-i[yo]) |
| 下一段活用   | –け (-)  | –け (-)  | –ける (-ru) | –ける (-ru)  | –けれ (-re)  | –けよ (-[yo])  |
| 下二段活用   | –け (-e) | –け (-e) | –く (-u)    | –くる (-uru) | –くれ (-ure) | –けよ (-e[yo]) |
| カ行変格活用 | –こ (-o) | –き (-i) | –く (-u)    | –くる (-uru) | –くれ (-ure) | –こ (-o)       |
| サ行変格活用 | –せ (-e) | –し (-i) | –す (-u)    | –する (-uru) | –すれ (-ure) | –せよ (-e[yo]) |
| ナ行変格活用 | –な (-a) | –に (-i) | –ぬ (-u)    | –ぬる (-uru) | –ぬれ (-ure) | –ね (-e)       |
| ラ行変格活用 | –ら (-a) | –り (-i) | –り (-i)    | –る (-u)     | –れ (-e)     | –れ (-e)       |

### 形容詞の活用
| 形容詞の分類 | 未然形            | 連用形            | 終止形    | 連体形            | 已然形            | 命令形            |
| ------------ | ----------------- | ----------------- | --------- | ----------------- | ----------------- | ----------------- |
| ク活用       |                   | –く (-ku)         | –し (-si) | –き (-ki)         | –けれ (-kere)     |                   |
| ク活用       | –から (-kara)     | –かり (-kari)     |           | –かる (-karu)     |                   | –かれ (-kare)     |
| シク活用     |                   | –しく (-siku)     | –し (-si) | –しき (-siki)     | –しけれ (-sikere) |                   |
| シク活用     | –しから (-sikara) | –しかり (-sikari) |           | –しかる (-sikaru) |                   | –しかれ (-sikare) |

### 形容動詞の活用
| 形容動詞の分類 | 未然形        | 連用形        | 終止形        | 連体形        | 已然形        | 命令形        |
| -------------- | ------------- | ------------- | ------------- | ------------- | ------------- | ------------- |
| タリ活用       | –たら (-tara) | –たり (-tari) | –たり (-tari) | –たる (-taru) | –たれ (-tare) | -たれ (-tare) |
| タリ活用       | -と (-to)     |               |               |               |               |               |
| ナリ活用       | –なら (-nara) | –なり (-nari) | –なり (-nari) | –なる (-naru) | –なれ (-nare) | -なれ (-nare) |
| ナリ活用       | –に (-ni)     |               |               |               |               |               |

### 語法
係り結びが確立するようになる。また、敬語が発達した姿を見せるようになる。
音便が用いられるようになり、特に院政期の散文では動詞・形容詞における現代語と同様の音便が一般的になる（和歌では用いられない）。例えばk音の脱落による「高き」→「高い」（イ音便）、「高く」→「高う」（ウ音便）、「書きて」→「書いて」（イ音便）など。

## 文字・書記形式
中古日本語の文字体系は3通りある。まず漢字であり、後に表音文字であるひらがな・カタカナが生み出された。漢字を表音的に用いたものは万葉仮名と呼ばれる。平仮名は万葉仮名の草書体である草仮名から、片仮名は漢字の一部分を省略した形から採られている。
書記形式としては、初め漢文を日本的に変形した変体漢文がある。古記録によく用いられるので「記録体」とも呼ばれる。変体漢文には多少の万葉仮名を交じえることがある。次に、ひらがなに多少の漢字を交えた「平仮名漢字交じり文」があり、和歌や物語の多くはこの書記形式で書かれた。カタカナは漢文訓読の記号として用いられたり、或いは私的な文書や落書きにおいて「片仮名文」として用いられることもあった。「漢字片仮名交じり文」としては9世紀の『東大寺諷誦文稿』が早いものであるが、文学作品にも盛んに用いられるようになるのは12世紀の院政期以降である。

## 語彙・文体
日本語の語彙には、その出自によって和語・漢語の違いがあるが、和語の中にも用いる文章によって偏りが見られる。「和文特有語」「漢文訓読特有語」、それから記録体（変体漢文）特有の語彙も指摘されている。例えば和文で「とく（疾く）」と言うところで漢文訓読では「スミヤカニ」と言い、記録体では「早」（ハヤク）と言う。このように「和文体」「漢文訓読文体」「記録体」という3つの文体によって用いる語彙が少しずつ異なり、用途によって文章を書き分けていた。